# Bodajbo
Bodajbo (anche traslitterata come Bodaybo) è una città della Siberia Orientale (Russia).

## Geografia fisica

### Territorio
Sorge nella Siberia sud-orientale (oblast' di Irkutsk), sulle sponde del fiume Vitim, in una valle compresa fra l'altopiano del Patom e l'altopiano Stanovoj, 1.100 km a nord-est del capoluogo Irkutsk; è il capoluogo amministrativo del distretto omonimo.

### Clima
Fonte: WorldClimate.com
- Temperatura media annua: -5,5 °C
- Temperatura media del mese più freddo (gennaio): -30,7 °C
- Temperatura media del mese più caldo (luglio): 17,9 °C
- Precipitazioni medie annue: 464 mm

## Storia
La cittadina fu fondata nel 1864 come centro minerario per l'estrazione dell'oro e prese il nome dal piccolo fiume sulle cui sponde venne costruita; la concessione dello status di città è del 1925.
Le immediate vicinanze della cittadina videro, nel 1912, il massacro di parecchie centinaia di lavoratori delle locali miniere d'oro, in un evento noto come massacro della Lena.

## Società

### Evoluzione demografica
Fonte: mojgorod.ru
- 1939: 15.100
- 1959: 14.600
- 1970: 13.900
- 1989: 20.900
- 2002: 16.504
- 2006: 15.500